# Fritz Karwath
Fritz Karwath (* 1925 in Brüx; † 1995, Künstlername: Clown Caro) war ein deutscher Clown in der DDR.

## Leben
Karwath wuchs auf einem Bauernhof in Brüx auf. Die nordböhmische Stadt am Fuße des Erzgebirges hatte 1930 rund 43.000 Einwohner. Wegen „kriegswichtiger“ Industrie wurde sie während des Zweiten Weltkrieges häufig bombardiert. Vom Notabitur weg wurde auch der junge Karwath gleich in den Krieg befohlen. Dabei hatte er sich schon als Kind für den Zirkus erwärmt, und als Gymnasiast frönte er dem Theaterspielen. Auch in seinem Erinnerungsbuch erweist sich des Clownes Nase für Details:

„Ich half beim Inszenieren und wirkte als Souffleur. Was ich dabei für Staub schluckte, wird nur der ermessen, der jemals in einem Souffleurkasten gesessen hat. Immer nur Füße vor dem Gesicht, dabei die Hitze, die im Sommer unter so einer Saalbühne herrscht.“

Soldat Karwath hat Glück, bleibt unversehrt und geht nach der amerikanisch/französischen Kriegsgefangenschaft nach Leipzig, wo er sich nebenberuflich mit einer Kapelle als Stepptänzer, Sänger und Conférencier versucht. Er lernt auch Trompete spielen.
Um 1950 begegnet er Helga, Mitglied einer Ballettgruppe, die seine zukünftige Frau wird. Gleich nach seiner Gesellenprüfung als Maurer wird er zum Studium als Berufsschullehrer delegiert. Das gibt er jedoch auf, als er durch Helga im Circus Renz anheuern kann. Er beginnt als einfacher Zeltarbeiter und steigt binnen weniger Monate zum Spielleiter und Clown auf. Seine erste Festanstellung als Weißclown bekommt er 1954 im Zirkus Aeros, der 1960 mit zwei anderen Betrieben zum Staatszirkus der DDR gebündelt wird. Damit steht Karwath bis zum Rentenalter fest in seinen Schühchen – im Gegensatz zum dummen August marschiert der Weißclown nicht in riesigen Latschen auf.
Seine letzten Lebensjahre verbrachte er in Wolteritz.
Er hinterließ eine Tochter mit Namen Marion. Seine Enkelin Susan Forster Vihernik ist in der Branche geblieben: sie macht Musical und Comedy und ist mit dem Pianisten Tobias Forster verheiratet.

## Werke
- Ich war ein Clown. Henschelverlag, Ostberlin 1989